# Carl Bille
|  | Carl Bille kan også være Carl Steen Andersen Bille (1828-1898), avisredaktør og politiker |
Carl Ludvig Bille (20. februar 1815 i København – 14. november 1898 sammesteds) var en dansk maler. Carl Bille var søn af Andreas Vilhelm Bille og Larsine Marie født Larsen
Bille kom i sejlmagerlære og fór i mange år som sømand uden dog at opgive sin lyst til at blive sømaler. Først efter at han i 1846 havde giftet sig med Emmaline Antoinette Bonfils, opgav han at fare for at leve som kunstner og udstillede i 1854 sit første billede, medens han kort efter trådte i lære hos en næsten jævnaldrende kunstfælle, marinemaler Carl Dahl, navnlig for at tilegne sig kendskab til perspektivet. Hans arbejder, der som oftest er mindre billeder fra vore egne farvande, er for en del solgte til nabolandene og England.
Han er begravet på Assistens Kirkegård.

## Ekstern henvisning
- Carl Bille på Kunstindeks Danmark/Weilbachs Kunstnerleksikon

- Wikimedia Commons har flere filer relateret til Carl Bille